# Jón Þór Birgisson
Jón Þór Birgisson eller Jónsi, född 23 april 1975, är gitarrist och sångare i det isländska postrockbandet Sigur Rós. Han är känd för att spela med en stråkgitarr.
År 1995 ledde Jón Þór Birgisson under pseudonymen Jonny B (smeknamn för Jón Birgisson) en grupp kallad Bee Spiders. Gruppen fick priset som Mest intressanta band år 1995 och jämfördes då med The Smashing Pumpkins. Han medverkade även i bandet Stoned.
Jónsi sjunger på isländska men även på det påhittade språket hoppländska  (vonlenska) som myntades vid debutalbumet Von med Sigur Rós. Språket är inte baserat på ord, men låter som en blandning av fornnordiska och valsång.[källa behövs]
Den 5 april 2010 släpptes Jónsis soloalbum Go och efter det följde turnerande i USA och Europa. För Go tilldelades Jónsi det allra första Nordic Music Prize 2010.
Tillsammans med sin partner Alex Somers har han givit ut skivan Riceboy Sleeps under namnet "Jónsi and Alex".